# Bruxelles je t'aime
Bruxelles je t'aime is een nummer van de Belgische zangeres Angèle, uitgebracht op 22 oktober 2021. Het is geschreven en geproduceerd door Angèle en Tristan Salvati, als eerste nummer van haar tweede studioalbum Nonante-Cinq (2021). 

## Achtergrond
Het nummer is zoals de titel doet blijken een ode aan Brussel, de stad waar de zangeres opgroeide. Het is ook de eerste keer dat er een Nederlandstalige zin in een nummer van de zangeres zit. Ook zit er een politieke boodschap in het nummer. Ze meldt dat ze het spijtig zou vinden mocht Vlaanderen van Wallonië scheiden: "Enkel en alleen om een taalkwestie. Want mijn mooiste verhalen zijn zowel in het Frans als in het Vlaams."
Het nummer werd door de Vlaamse radio's goed onthaald. In de eerste week kreeg het meteen de titel van MNM-Big Hit, waardoor het extra veel airplay kreeg. Het nummer kwam in Vlaanderen meteen binnen op plaats 4. De piek van de derde plaats werd pas gehaald in de achtste week, nadat Angèle het album uitbracht. In Wallonië stond het nummer acht weken op de eerste plaats.
De videoclip van Bruxelles je t'aime ging ook op dezelfde dag in première. 

## Hitlijsten

### Ultratop 50 Vlaanderen
| Positie: | 4  | 6  | 6  | 7  | 9  | 7  | 4  | 3  | 7  | 8   | 7 | 5 | 8 | 9 | 15 |
| Week:    | 16 | 17 | 18 | 19 | 20 | 21 | 22 | 23 | 24 |     |   |   |   |   |    |
| Positie: | 7  | 22 | 29 | 11 | 33 | 39 | 46 | 47 | 49 | uit |   |   |   |   |    |